# Yngve Brodd
Yngve Brodd (født 9. juni 1930, død 23. september 2016) var en svensk fodboldspiller (angriber) og -træner.
Brodd startede sin karriere i hjemlandet, men skiftede i 1953 til Toulouse FC i Frankrig. Han spillede de følgende ni år i Frankrig, hvor han også repræsenterede FC Sochaux, inden han sluttede karriere af hos IFK Göteborg.
Brodd spillede desuden 20 kampe for Sveriges landshold, hvori han scorede 12 mål. Han repræsenterede sit land ved OL 1952 i Helsinki, hvor svenskerne vandt bronze.
Efter sit karrierestop var Brodd i tre sæsoner træner for sin gamle klub som aktiv, IFK Göteborg.